# Nicolas de Hoey

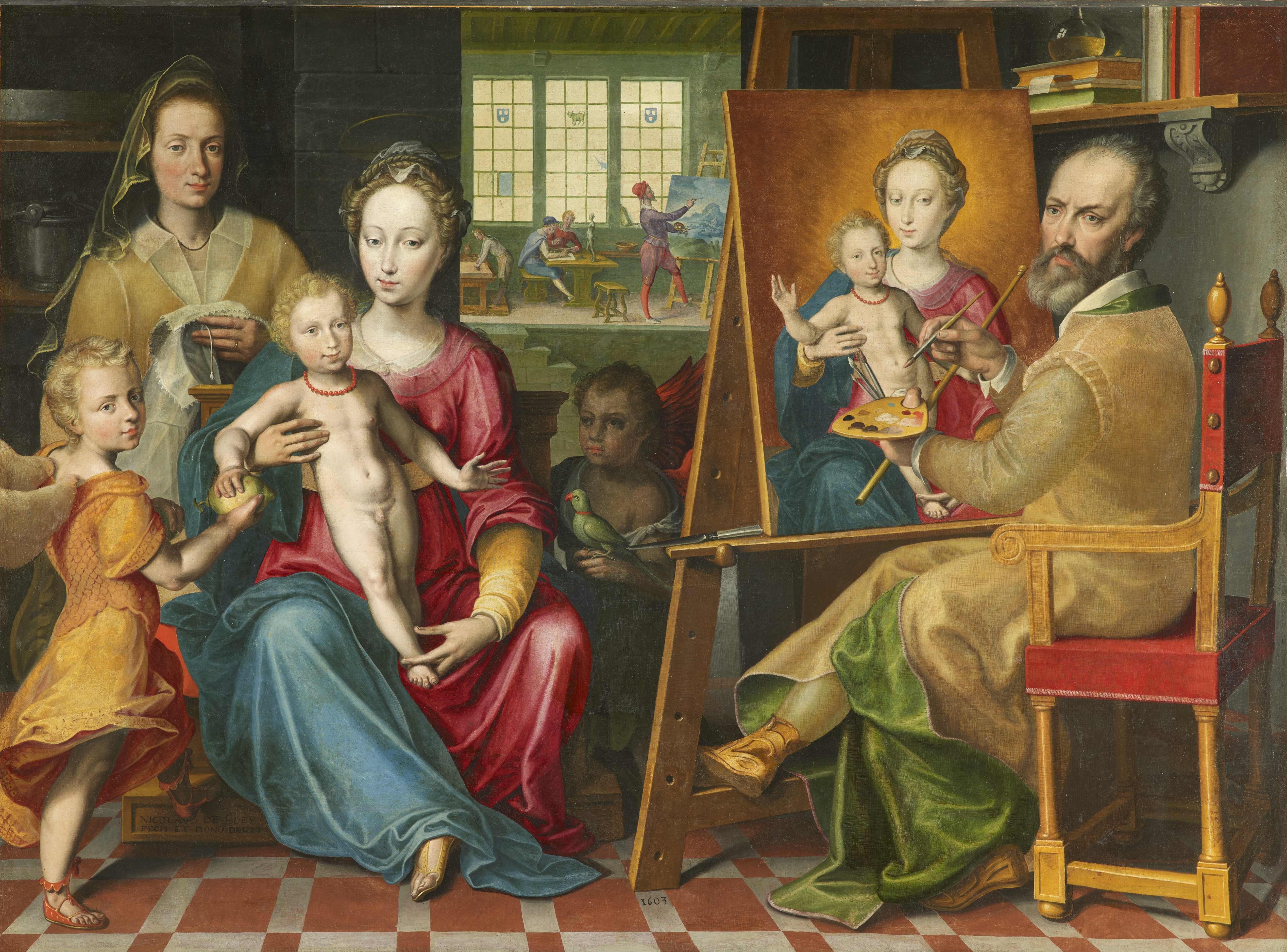
San Lucas pintando a la Virgen, 1603. Firmado: nicolas de hoey / fecit et dono dedit (Nicolás de Hoey lo pintó y donó). Óleo sobre tabla pasado a lienzo, 126 x 173 cm, Dijon, musée des beaux-arts.

Nicolas de Hoey (Leiden, c. 1550-París, 1611) fue un pintor y dibujante holandés establecido en Francia. De 1590 a 1611 aparece registrado en los libros de cuentas de la Corona francesa como pintor de la corte de Enrique IV con residencia en Fontainebleau.

## Biografía
Nacido en Leiden y al parecer nieto de Lucas van Leyden, se le encuentra documentado en Dijon, capital de la Borgoña, al menos desde 1567, aunque es probable que se trate del «Nicolas le Flamand» citado ya en 1564 con motivo de la entrada en la ciudad de Carlos IX. Establecido en Dijon, en 1575 obtuvo el título de maestro y cuatro años después la naturalización. Pintor de historia y de retratos, en 1582 firmó un mural dedicado a la Muerte de la Virgen enmarcado en un arco ojival en una de las capillas de la iglesia de San Miguel de Dijon, en el que incluyó su autorretrato entre los apóstoles asistentes a la escena. Los mismos rasgos tiene el evangelista san Lucas en la tabla central de un tríptico fechado en 1603 del que únicamente se conserva esa tabla traspasada a lienzo (Dijon, musée des beaux-arts). La escena, que representa al evangelista pintando a la Virgen con el Niño, se ambienta, por otra parte, en un característico taller de pintor, con los oficiales y aprendices trabajando al fondo en distintos estados de aprendizaje y géneros pictóricos. Como según la inscripción el tríptico fue donado por el pintor, el destinatario del regalo debió de ser la iglesia de los jacobitas de Dijon, donde los pintores tenían su capilla.
La formación flamenca se advierte con claridad en los dos retratos de grupo pintados como puertas de un retablo dedicado a la Adoración de los pastores, que originalmente se localizaba en la iglesia de la Magdalena de Dijon. Fechado en 1607 y actualmente destruido, se conservan en el museo de bellas artes de la misma ciudad las tablas laterales, con los retratos como donantes de los miembros de la familia de Claude Bretagne, consejero del parlamento de Borgoña; a la izquierda el consejero entre los miembros masculinos de la familia, hijos, yernos y nietos, con san Claudio en el reverso de la tabla, y a la derecha su esposa, Denise Barjot, con sus cuatro hijas y san Dionisio en el reverso.
Su firma ha aparecido recientemente durante la restauración de una Subida al monte Calvario con la Verónica, óleo sobre tabla conservado en la iglesia de Santa Clara de Montagnat, y en la Flagelación del Hôtel-Dieu de Bourg-en-Bresse, comunas del departamento de Ain. Se han relacionado también con él algunos dibujos preparatorios para grabados de asuntos bíblicos, entre ellos —aunque con alguna duda en la atribución— los de los profetas Ezequiel (dibujo previo conservado en el museo de Dijon), Baruch (Ámsterdam, Rijksmuseum), Amós y Joel (París, Louvre), grabados por Pedro Perret para los Icones prophetarum maiorum et minorum de Philip Galle, 1594.